# Martin Paterson
Martin Andrew Paterson (ur. 10 maja 1987 w Stoke-on-Trent) – północnoirlandzki piłkarz grający na pozycji napastnika.

## Kariera klubowa
Paterson swoją profesjonalną karierę zaczynał w Stoke City. Zadebiutował w tym klubie 16 kwietnia 2005 roku, kiedy to wystąpił w wygranym 2:0 meczu z Plymouth Argyle. Do końca sezonu 2004/05 zawodnik rozegrał jeszcze dwa inne spotkania. Pierwszego gola dla Garncarzy zdobył 12 września 2006 roku w meczu z Sheffield Wednesday F.C. 23 listopada Paterson został wypożyczony na trzy miesiące do Grimsby Town. W barwach tego klubu wystąpił łącznie w piętnastu spotkaniach i strzelił w nich sześć goli. Pod koniec lutego piłkarz wrócił do Stoke i wystąpił jeszcze w trzech ligowych meczach.
4 lipca 2007 roku Paterson podpisał kontrakt z Scunthorpe United. W jego barwach zadebiutował w zremisowanym 1:1 meczu z Charltonem, zaś pierwsze trafienie zaliczył już w następnym spotkaniu (z Hartlepool United). Młody zawodnik, po kilku dobrych występach zapewnił sobie podstawowe miejsce w składzie swojego zespołu. Łącznie w sezonie 2007/08, Paterson rozegrał 43 mecze w których czternaście razy wpisywał się na listę strzelców.
W czerwcu 2008 roku Paterson przeszedł za milion funtów do Burnley FC. W The Clarets zadebiutował 9 sierpnia, kiedy to wystąpił w ligowym meczu z Sheffield Wednesday F.C. Również w tym spotkaniu strzelił swojego pierwszego gola dla Burnley. Dobry początek gry w angielskim zespole spowodował, że Paterson szybko zdobył zaufanie trenera i wywalczył sobie pewne miejsce w podstawowym składzie. Łącznie w sezonie 2008/09 zawodnik wystąpił w 57 meczach (w tym 43 ligowych) i zdobył w nich 19 goli (12 w lidze), a wraz z kolegami z drużyny, po wygranych barażach, awansował do Premier League. W lidze tej pierwszy mecz rozegrał 15 sierpnia 2009 przeciwko Stoke City (0:2). W sezonie 2009/2010 wraz z zespołem Burnley zajął 18. miejsce w Premier League i spadł z nim do Championship.
W 2013 roku Paterson odszedł do także w Championship Huddersfield Town. Stamtąd był wypożyczany do zespołów League One – Bristolu City oraz Fleetwood Town, a także do amerykańskiego Orlando City, grającego w MLS, z którym następnie podpisał kontrakt. Z Orlando odszedł w sierpniu 2015.
Potem ponownie występował w League One w drużynach Blackpool oraz Port Vale. Był też graczem amerykańskiego Tampa Bay Rowdies, a także indyjskiego ATK. W 2018 roku Paterson zakończył karierę.
| Sezon   | Klub              | Kraj              | Rozgrywki           | Gole | Bramki |
| ------- | ----------------- | ----------------- | ------------------- | ---- | ------ |
| 2004/05 | Stoke City        | Anglia            | Championship        | 3    | 0      |
| 2005/06 | Stoke City        | Anglia            | Championship        | 3    | 0      |
| 2006/07 | Stoke City        | Anglia            | Championship        | 9    | 1      |
| 2006/07 | Grimsby Town      | Anglia            | League Two          | 15   | 6      |
| 2007/08 | Scunthorpe United | Anglia            | Championship        | 40   | 13     |
| 2008/09 | Burnley           | Anglia            | Championship        | 43   | 12     |
| 2009/10 | Burnley           | Anglia            | Premier League      | 23   | 4      |
| 2010/11 | Burnley           | Anglia            | Championship        | 11   | 2      |
| 2011/12 | Burnley           | Anglia            | Championship        | 14   | 3      |
| 2012/13 | Burnley           | Anglia            | Championship        | 39   | 8      |
| 2013/14 | Huddersfield Town | Anglia            | Championship        | 22   | 5      |
| 2013/14 | Bristol City      | Anglia            | League One          | 8    | 1      |
| 2014/15 | Huddersfield Town | Anglia            | Championship        | 3    | 0      |
| 2014/15 | Fleetwood Town    | Anglia            | League One          | 3    | 0      |
| 2015    | Orlando City      | Stany Zjednoczone | MLS                 | 4    | 0      |
| 2015/16 | Blackpool         | Anglia            | League One          | 17   | 0      |
| 2016/17 | Port Vale         | Anglia            | League One          | 16   | 2      |
| 2017    | Tampa Bay Rowdies | Stany Zjednoczone | USL                 | 26   | 9      |
| 2018    | ATK               | Indie             | Indian Super League | 5    | 1      |

## Kariera reprezentacyjna
Paterson urodził się w Anglii, ale ze względu na ojca pochodzącego z Irlandii Północnej, został uprawniony do gry w reprezentacji Irlandii Północnej. Zadebiutował w niej 21 listopada 2007 w przegranym 0:1 meczu eliminacji do ME 2008 z Hiszpanią. W latach 2007–2014 w drużynie narodowej rozegrał 23 spotkania i zdobył 3 bramki.